# Ребенок Павло Олексійович
Павло Олексі́йович Ребено́к (іноді Ребенокс; лат. Pāvels Rebenoks; 4 серпня 1980 — 20 вересня 2020) — латвійський присяжний адвокат та політик російсько-українського походження.

## Ранні роки та освіта
Павло Ребенок народився 4 серпня 1980 року. У 2003 році він закінчив Латвійську морську академію за спеціальністю управління судами, а у 2005 — юридичний факультет Латвійського університету.

## Кар'єра
У 2003 році прем'єр-міністр Латвії Ейнар Репше призначив Ребенка своїм радником з питань мореплавства та портів. Пізніше він став радником міністра фінансів Валдіса Домбровскіса з питань Вентспілського порту. Він пропрацював на цих посадах до відставки уряду Репше в березні 2004 року. Від партії Репше Новий час у 2005 році він брав участь у виборах до міськради Риги та Сейму Латвії.
З вересня 2018 до квітня 2019 року обіймав посаду голови ради фармацевтичної компанії «Olainfarm». У лютому 2019 року Ребенок стає позаштатним радником міністра економіки Ральфа Немиро. Того ж місяця він став членом правління Управління вільного порту Риги.
З червня по липень 2019 року він очолював раду державного енергетичного концерну «Latvenergo». У лютому 2020 року Павла Ребенка обрали заступником голови Управління вільного порту Риги.

## Смерть
У ніч на 20 вересня 2020 року Ребенка вбили в його будинку в елітному селищі Лангстіні поблизу Риги. Поліція розглядає дві версії вбивства: пограбування та професійна діяльність. У 2019 році Ребенок звертався до поліції у зв'язку з погрозами фізичної розправи.